# Gewoon plakkaatmos
Gewoon plakkaatmos (Pellia epiphylla) is een soort levermos uit het geslacht plakkaatmos (Pellia).

## Determinatie
Gewoon plakkaatmos vormt meestal forse matten. De thalli zijn donkergroen tot lichtgroen, ook roodachtig op blootgestelde plaatsen, bandvormig, onregelmatig gevorkt, hartvormig uitgesneden aan de uiteinden, tot 5 cm lang en ongeveer 0,8–1,5 cm breed, dunvlezige en enigszins transparant aan de randen. Ze hechten aan het substraat met de rhizoïden die zich aan de onderzijde bevinden.
De brede, onduidelijk gedefinieerde thallusrib is ongeveer 10–15 cellen dik en aan de onderkant licht uitpuilend. De thalluscellen hebben elk 25–35 olielichamen en hebben, vooral in het midden van het thallus, ringvormige of spiraalvormige verdikkingsruggen. Aan de rand van het thallus zijn de cellen langwerpig, 2 tot 4 keer zo lang als breed. De boven- en onderkant van de thalluspunten zijn bedekt met tweecellige slijmharen.
De sporofyt groeit uit een kleine thallusschaal, het perichaetium, die naar de thalluspunt toe open is. De calyptra hangt duidelijk over het perichaetium. Het bolvormige sporenkapsel wordt gedragen door de seta, die vaak meer dan vijf centimeter lang is. Sporen komen regelmatig voor en rijpen in het voorjaar, ze zijn ovaal en ongeveer 70–150 µm lang.

## Ecologie
Gewoon plakkaatmos prefereert zure milieus en is te vinden langs sloten en greppels op het Pleistocene afzettingen, maar ook in zure duinvalleien, rietlanden en dergelijke.

## Verspreiding
De soort komt voor in Noord-Amerika, Europa, Noord-Afrika en delen van Azië. Ook in Nederland en België komt het algemeen voor. Het is niet bedreigd en staat niet op de rode lijst.

## Fotogalerij

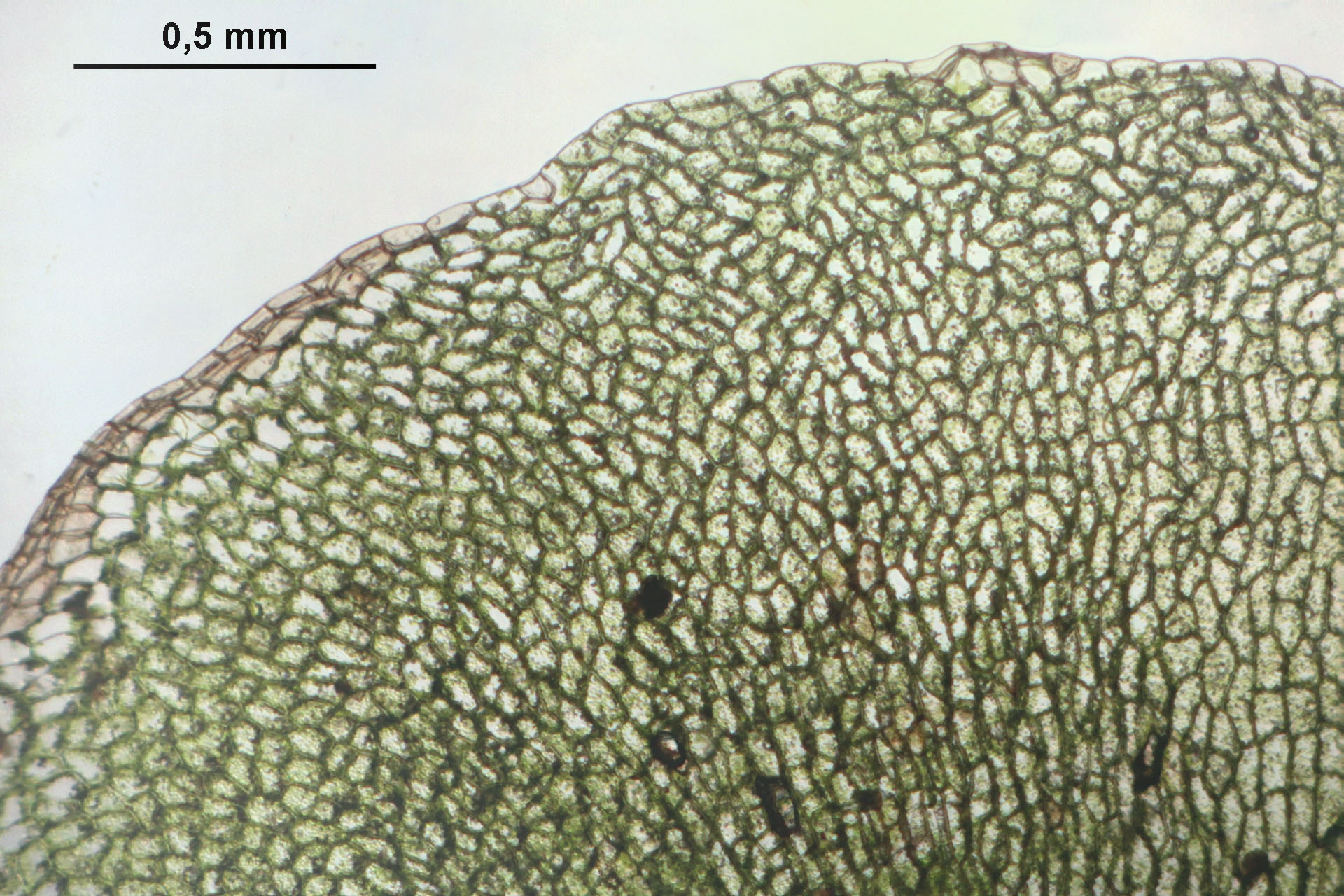
Thallusrand
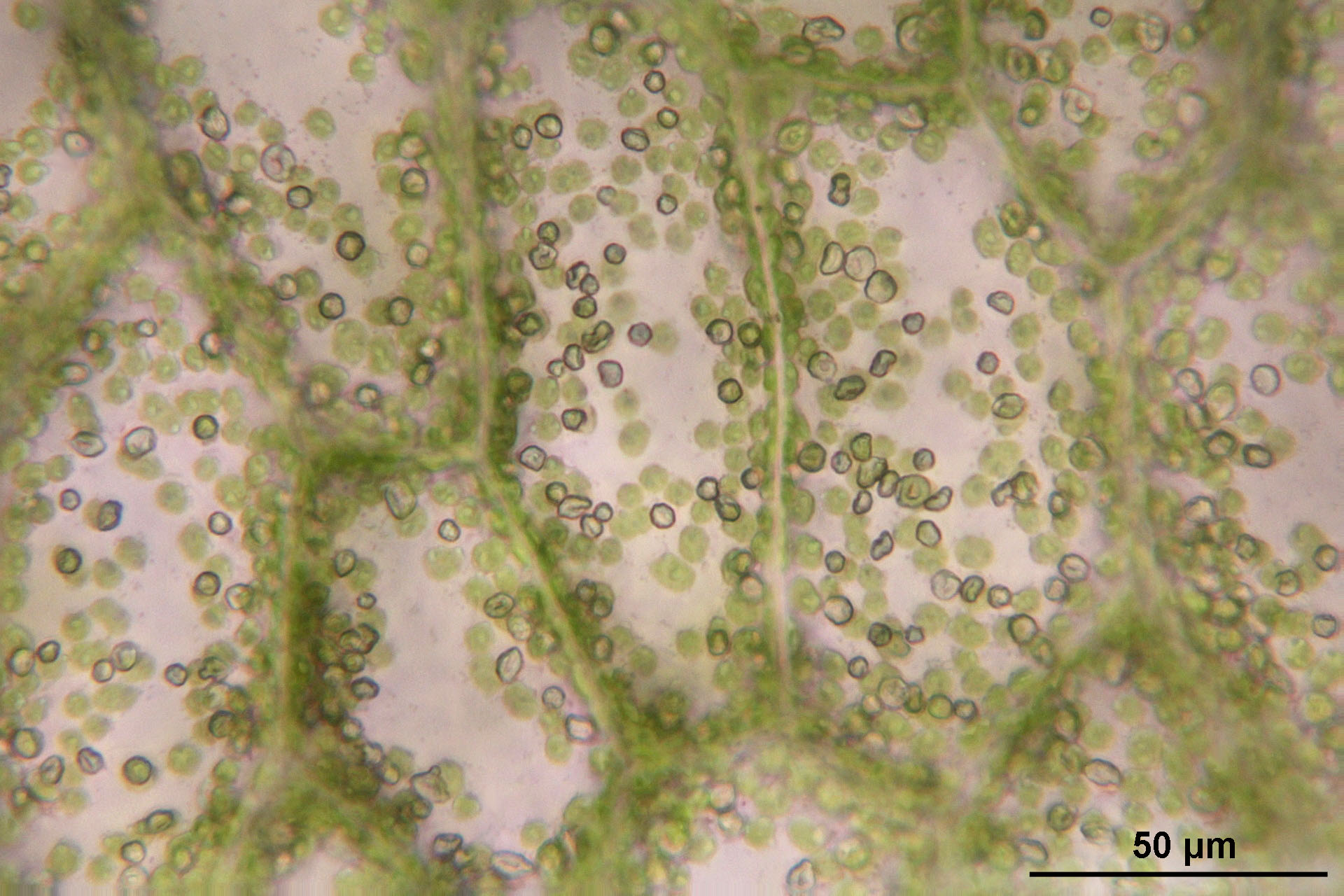
Thallus
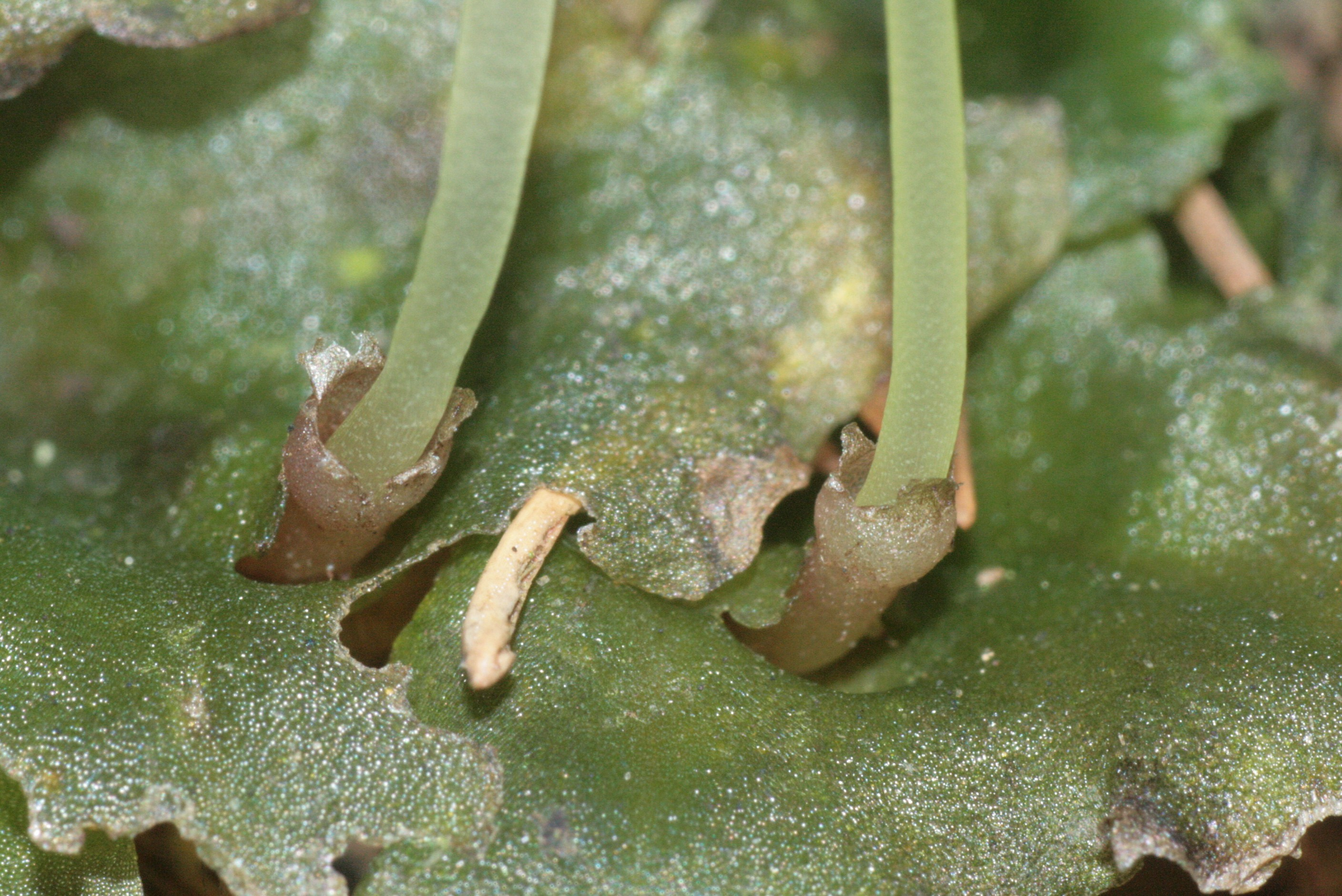
Perichaetium en calyptra
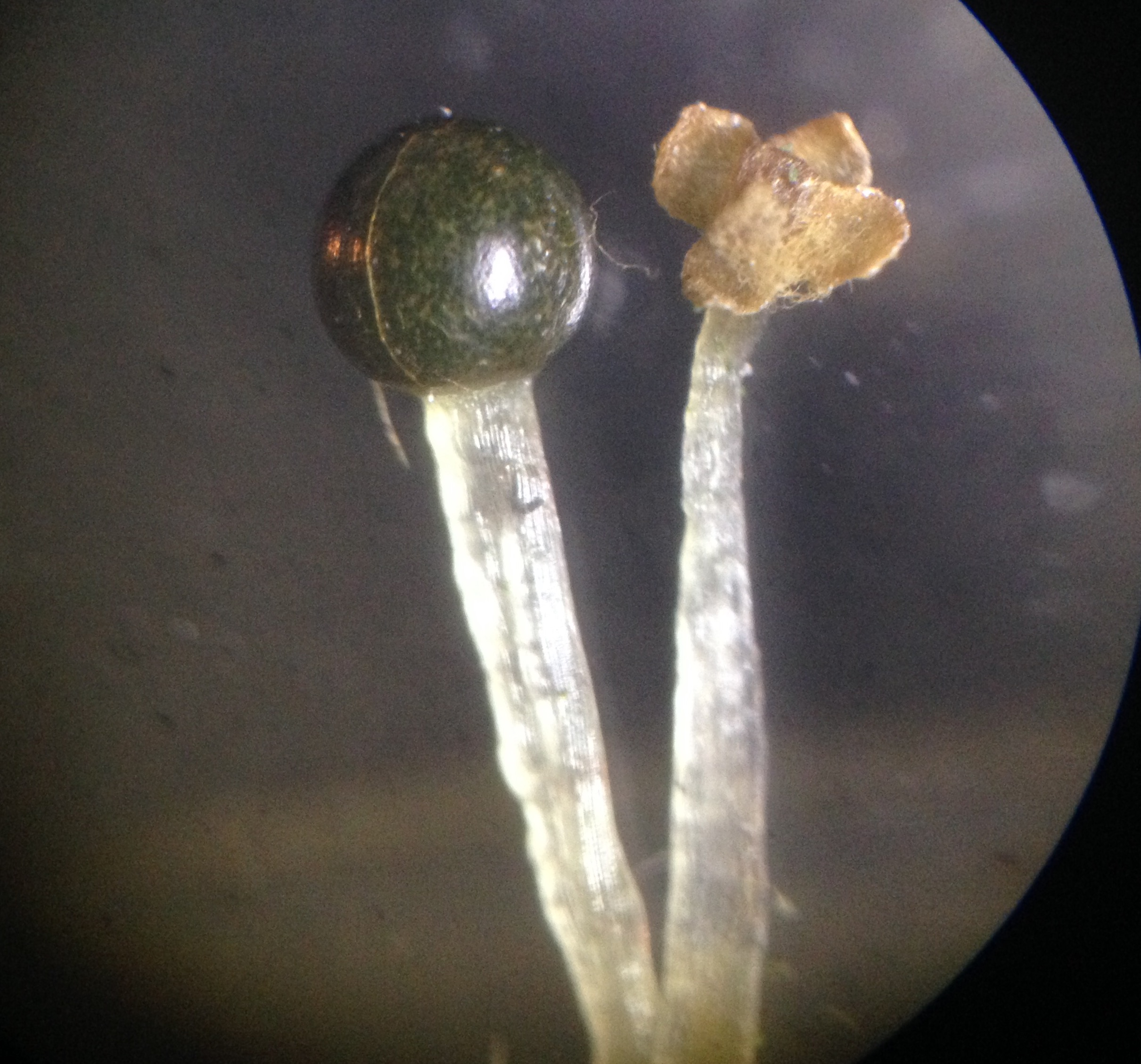
Jonge en oude sporophyt
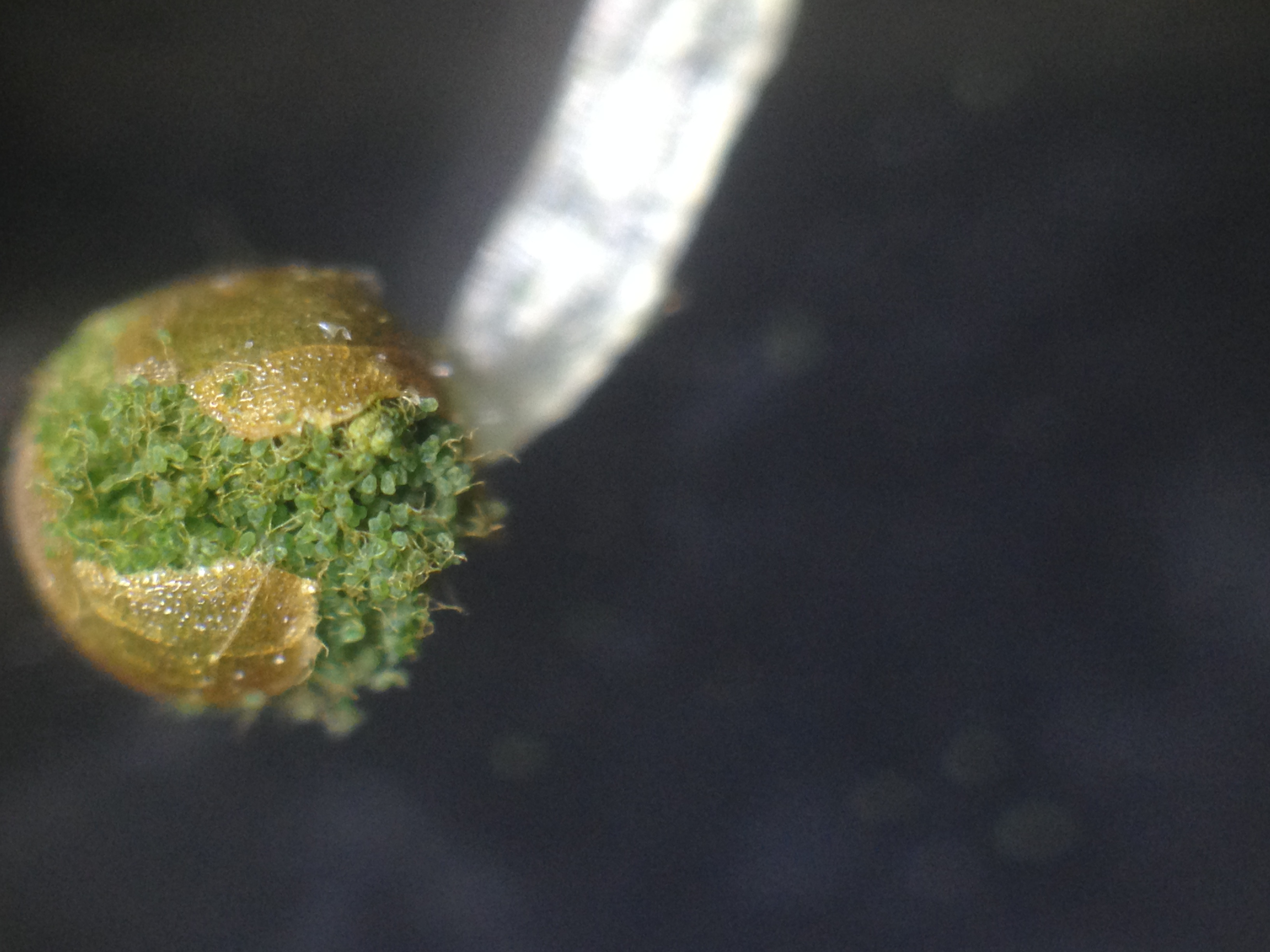
Kapotte sporofyt met elater en sporen